# Peter Ward (football)
Pour les articles homonymes, voir Peter Ward (homonymie) et Ward.
Peter Ward, né le 27 juillet 1955 à Derby dans le Derbyshire, est un footballeur international anglais qui évoluait au poste d'attaquant.

## Biographie

### Carrière en club
Peter Ward joue en Angleterre, aux États-Unis, et au Canada. Il dispute un total de 636 matchs en championnat, inscrivant 378 buts.
Avec le club anglais de Brighton & Hove Albion, il inscrit 32 buts en troisième division lors de la saison 1976-1977, ce qui fait de lui le meilleur buteur du championnat. Il marque également 16 buts en première division lors de la saison 1979-1980.

### Carrière en sélection
Il reçoit une seule sélection en équipe d'Angleterre, le 31 mai 1980, en amical contre l'Australie (victoire 1-2 à Sydney).

## Palmarès
| Brighton & Hove Albion \| - Championnat d'Angleterre D2 : - Vice-champion : 1978-79. - Championnat d'Angleterre D3 : - Meilleur buteur : 1976-77 (32 buts). \| \| - Coupe d'Angleterre : - Finaliste : 1982-83. \| |  | Nottingham Forest - Coupe intercontinentale : - Finaliste : 1980. |
| - Championnat d'Angleterre D2 : - Vice-champion : 1978-79. - Championnat d'Angleterre D3 : - Meilleur buteur : 1976-77 (32 buts).                                                                                  |  | - Coupe d'Angleterre : - Finaliste : 1982-83.                     |